# Rafael Gordillo
Rafael Gordillo Vázquez (født 24. februar 1957 i Almendralejo, Spanien) er en tidligere spansk fodboldspiller (wingback). Han spillede 75 kampe for Spaniens landshold.

## Karriere
Gordillos seniorkarriere startede i 1975 hos Real Betis, hvor han også spillede som ungdomsspiller. I sine første sæson var han tilknyttet klubbens andethold, men spillede fra 1976-1985 for andalusernes førstehold. I løbet af perioden var han det meste af tiden fast mand, og spillede over 200 ligakampe for klubben. I 1973 vandt han med holdet pokalturneringen Copa del Rey, og i 1980 skaffede hans præstationer ham titlen som Årets spanske spiller i La Liga..
I 1985 skiftede han til hovedstadsklubben Real Madrid, hvor han spillede de følgende syv sæsoner. Han var her med til at vinde ikke mindre end fem spanske mesterskaber, samt to UEFA Cup-titler. I 1992 skiftede han tilbage til Betis, hvor han spillede tre sæsoner, inden han sluttede sin karriere hos Segunda División-klubben Écija Balompié.

### Landshold
Gordillo spillede gennem karrieren hele 75 kampe og scorede tre mål for det spanske landshold. Han deltog ved hele fem slutrunder, EM i både 1980, 1984 og 1988 samt VM i 1982 og 1986

## Titler
La Liga
- 1986, 1987, 1988, 1989 og 1990 med Real Madrid

Copa del Rey
- 1977 med Real Betis
- 1989 med Real Madrid

Supercopa de España
- 1988, 1989 og 1990 med Real Madrid

UEFA Cup
- 1986 og 1987 med Real Madrid